# هوبر (يوتا)
هوبر (بالإنجليزية: Hooper, Utah)‏ هي مدينة تقع في الولايات المتحدة في مقاطعة ويبير، يوتا. يقدر عدد سكانها بـ 7,722 نسمة ومساحتها 30.3 كم2 وترتفع عن سطح البحر 1,293 متر.

## التركيبة السكانية
حدّد مكتب تعداد الولايات المتحدة بيانات التركيبة السكانية لهوبر في تعداد الولايات المتحدة. في ما يلي، التركيبة السكانية حسب تعدادي 2000 و2010.

### تعداد عام 2000
بلغ عدد سكان هوبر 3,926 نسمة بحسب تعداد عام 2000، وبلغ عدد الأسر 1,150 أسرة وعدد العائلات 1,013 عائلة مقيمة في المدينة. في حين سجلت الكثافة السكانية 17.2 نسمة لكل كيلومتر مربع (44.5/ميل2). وبلغ عدد الوحدات السكنية 1,177 وحدة بمتوسط كثافة قدره 5.2 لكل كيلومتر مربع (13.5/ميل2).
وتوزع التركيب العرقي للمدينة بنسبة 97.71% من البيض و0.15% من الأمريكيين الأفارقة و0.28% من الأمريكيين الأصليين و0.51% من الأمريكيين ذوي الأصول الآسيوية و0.10% من سكان جزر المحيط الهادئ و0.64% من الأعراق الأخرى و0.61% من عرقين مختلطين أو أكثر و2.06% من الهسبانيون أو اللاتينيون من أي عرق.
بلغ عدد الأسر 1,150 أسرة كانت نسبة 49.4% منها لديها أطفال تحت سن الثامنة عشر تعيش معهم، وبلغت نسبة الأزواج القاطنين مع بعضهم البعض 80.2% من أصل المجموع الكلي للأسر، ونسبة 4.7% من الأسر كان لديها معيلات من الإناث دون وجود شريك، بينما كانت نسبة 3.2% من الأسر لديها معيلون من الذكور دون وجود شريكة وكانت نسبة 11.9% من غير العائلات. تألفت نسبة 10.3% من أصل جميع الأسر من عدة أفراد يعيشون في نفس المنزل ونسبة 4.2% كانت تتألف من شخص يعيش بمفرده يبلغ من العمر 65 عاماً أو أكثر. وبلغ متوسط حجم الأسرة المعيشية 3.41، أما متوسط حجم العائلات فبلغ 3.68.
بلغ العمر الوسطي للسكان 31.3 عاماً. وكانت نسبة 33.3% من القاطنين تحت سن الثامنة عشر، وكانت نسبة 10.4% بين الثامنة عشر والرابعة والعشرين عاماً، ونسبة 25.3% كانت واقعةً في الفئة العمرية ما بين الخامسة والعشرين والرابعة والأربعين عاماً، ونسبة 23.1% كانت ما بين الخامسة والأربعين والرابعة والستين، ونسبة 7.8% كانت ضمن فئة الخامسة والستين عاماً فما فوق. يوجد لكل 100 أنثى 104.2 ذكر، ويوجد لكل 100 أنثى في الثامنة عشر من عمرها فما فوق 106.9 ذكر.
بلغ متوسط دخل الأسرة في المدينة 62,043 دولارًا، أما متوسط دخل العائلة فبلغ 65,682 دولارًا. وكان متوسط دخل الذكور 40,633 دولارًا مقابل 29,138 دولارًا للإناث. وسجل دخل الفرد الخاص بالمدينة 20,245 دولارًا. وكانت نسبة 0.6% من العائلات ونسبة 0.9% من السكان تحت خط الفقر، وكان من هؤلاء نسبة 1.6% تحت سن الثامنة عشر ونسبة 1.5% في الخامسة والستين من العمر وما فوق.

### تعداد عام 2010
بلغ عدد سكان هوبر 7,218 نسمة بحسب تعداد عام 2010، وبلغ عدد الأسر 2,082 أسرة وعدد العائلات 1,824 عائلة مقيمة في المدينة. في حين سجلت الكثافة السكانية 31.7 نسمة لكل كيلومتر مربع (82.1/ميل2). وبلغ عدد الوحدات السكنية 2,156 وحدة بمتوسط كثافة قدره 9.5 لكل كيلومتر مربع (24.6/ميل2).
وتوزع التركيب العرقي للمدينة بنسبة 94.58% من البيض و0.43% من الأمريكيين الأفارقة و0.64% من الأمريكيين الأصليين و0.94% من الأمريكيين ذوي الأصول الآسيوية و0.07% من سكان جزر المحيط الهادئ و1.52% من الأعراق الأخرى و1.81% من عرقين مختلطين أو أكثر و5.29% من الهسبانيون أو اللاتينيون من أي عرق.
بلغ عدد الأسر 2,082 أسرة كانت نسبة 52.3% منها لديها أطفال تحت سن الثامنة عشر تعيش معهم، وبلغت نسبة الأزواج القاطنين مع بعضهم البعض 78.8% من أصل المجموع الكلي للأسر، ونسبة 5.9% من الأسر كان لديها معيلات من الإناث دون وجود شريك، بينما كانت نسبة 2.9% من الأسر لديها معيلون من الذكور دون وجود شريكة وكانت نسبة 12.4% من غير العائلات. تألفت نسبة 9.6% من أصل جميع الأسر من عدة أفراد يعيشون في نفس المنزل ونسبة 3% كانت تتألف من شخص يعيش بمفرده يبلغ من العمر 65 عاماً أو أكثر. وبلغ متوسط حجم الأسرة المعيشية 3.47، أما متوسط حجم العائلات فبلغ 3.72.
بلغ العمر الوسطي للسكان 30.5 عاماً. وكانت نسبة 35% من القاطنين تحت سن الثامنة عشر، وكانت نسبة 7.7% بين الثامنة عشر والرابعة والعشرين عاماً، ونسبة 28.1% كانت واقعةً في الفئة العمرية ما بين الخامسة والعشرين والرابعة والأربعين عاماً، ونسبة 22.4% كانت ما بين الخامسة والأربعين والرابعة والستين، ونسبة 6.7% كانت ضمن فئة الخامسة والستين عاماً فما فوق. وتوزع التركيب الجنسي للسكان بنسبة 50.7% ذكور و49.3% إناث.

## أعلام
- بيرت كوك